# Jacky Brown
Jacky Brown de son vrai nom Jacky Teixeira, né le 17 août 1975,, est un chanteur, rappeur et animateur de radio franco-capverdien[réf. souhaitée] originaire de Sarcelles. Il est membre du groupe Nèg'Marrons depuis 1995. Il est également membre de La Mc Malcriado avec Stomy Bugsy, JP et Izo. Il fut également animateur sur la chaine câblée Trace TV, dans l’émission TEPOK et sur Oklm radio dans l’émission Couvre feu avec dj Lord Issa et dj Phaxx.

## Discographie

### Albums en groupe

#### Nèg' Marrons
- 1997 : Rue Case Nègres
- 2000 : Le Bilan
- 2003 : Héritage
- 2008 : Les Liens Sacrés
- 2016 : Valeurs Sûres[4]

#### Mc Malcriado
- 2006 : Nos pobréza ke nos rikéza
- 2010 : Fidjus di kriolu

### Album Solo
- 2005 : Jacky Brown and Family vol.1 de DJ Lord Issa & DJ Poska
- 2007 : La Mc Malcriado - Nos Probéza ké Nos Rikéza
- 2011 : La Mc Malcriado - Fidju di Kriolu

### Collaborations
1997
- Passi feat. Jacky & J-Mi Sissoko 79 à 99 sur l'album Les Tentations de Passi

1998
- Doc Gynéco feat. A.Speak, Pit Baccardi, Lino et Jacky: Menuet -  Album Les liaisons dangereuses de Doc Gyneco

1999
- Compilation Garges-Sarcelles Ligne D
- Album Mixomatose du Gang Show lapin
- Album Sanction de Quartier Latin Académia

2000
- Album Les Combinaisons de Janik MC
- Compilation Mission Suicide

2001
- Album Double Nationalité de Izé MC
- Album Manuscrits de Manu Key
- Compilation Nouvelle Donne 2
- Album Demain c’est Maintenant de Futurisitq

2002
- Single Gladiator 2002
- Compilation Cap Sol avec La Mc Malcriado
- Album Le Poids des Maux de Pit Baccardi

2003
- Album Mobilizé de Izé MC
- Album 4e Round de Stomy Bugsy
- Compilation Fat Taf
- Compilation Dis L'heure 2 Zouk avec La Mc Malcriado
- Compilation California Love de DJ Cream
- Compilation Four West Indies de Fabolous Prod

2004
- Album Numéro D’écrou de Alibi Montana
- Compilation Dis L’heure 2 Zouk
- Album On ne Vit Qu’une Fois de Singuila

2005
- Single Senegal Fast Food avec le titre La Triste Réalité de Amadou et Mariam
- Compilation Rap Attentat 3
- Compilation Neochrom 3
- Album Sorti de Nulle Part de Avo K Jims
- Album Dans Ma Bulle de Diam’s
- Album Sombre Lumière de Larsen
- Album Saël & Friends de Saël
- Album Hors Série Vol.1 de Chrnonik 2H
- Compilation Savoir & Vivre Ensemble de Kery James
- Compilation Nuskool, La Relève R&B Vol.1 avec N'Dee

2006
- Album Street Show de Heckel et Geckel
- Album Le Jour G de John Gali
- Album Jusqu'au Bout du Tunnel de Mic Fury
- Album La Créme du Crime de Shone (Ghetto Fabulous Gang)
- Compilation Talents fâchés 3
- Album État Brut de Dontcha
- Album Dans ma bulle de Diam's (13. Me Revoilà)

2007
- Album Discrimination Positive de Ghetto Diplomats
- Album Évolution de Passi
- Compilation Coupé décalé mania
- Compilation Latina fever volume 2 avec La Mc Malcriado & Cubanito 20.02
- Album J'arrive de Dragon Davy

2008
- Compilation Original Bombattah 2
- Album Selim S de Selim S

2009
- EP Bientôt dans les Bacs vol.2 de Shaicho Black
- Album Au Clair Du Bitume de El Matador
- Album Um Flor Especial de Celia avec La Mc Malcriado
- Compilation Passion Zouk 2009 avec La Mc Malcriado
- Compilation Val D'oise Thugz"" de Rma2n
- Compilation Paris Oran New York de DJ Kayz
- Compilation Puissance Rap spécial rap français 2009
- Compilation Fat Taf 2
- Compilation Casa Aberta

2010
- Compilation Photo 2 Famille
- Compilation Lights Out All Stars avec La Mc Malcriado
- Album Dieu Bénisse Les Voyous de Scalo

2012
- La Voix Du Peuple feat Jacky Brown : Ce que veut le peuple Mixtape La Parole Est A Nous de La Voix Du Peuple

## Émissions
- Couvre Feu (Skyrock, 1999-2007)
- T'entends pas ou Koi (Trace TV)
- Couvre Feu (OKLM Radio, depuis 2016)
- Nouvelle école (Netflix, 2022)